# Hanson (groupe)
Pour les articles homonymes, voir Hanson.
Hanson est un groupe de pop américain, originaire de Tulsa dans l'Oklahoma. Il est composé de trois frères : Clarke Isaac "Ike" Hanson (né le 17 novembre 1980, guitare et chant), Jordan Taylor "Tay" Hanson (né le 14 mars 1983, clavier et chant) et Zachary Walker "Zac" Hanson (né le 22 octobre 1985, percussions et chant). 
Le groupe est produit par Defjam Music jusqu'en 2002. Il enregistre sous son propre label 3CG Records depuis cette date. Les musiciens Dimetres Collins (clavier, guitare) et William Birkhead (guitare basse) contribuent régulièrement aux tournées du groupe depuis 2007. Les frères Hanson ont vendu plus de 16 millions de disques dans le monde, ont classé 6 de leurs singles dans le Top 40 aux États-Unis et 8 dans le Top 40 au Royaume-Uni.
En 2017, le groupe entame une tournée mondiale à l'occasion de ses 25 ans de carrière, intitulée Middle of everywhere tour en référence à l'album Middle of nowhere qui fête ses 20 ans. Cette tournée mondiale est passée par Paris, à la Cigale, le 5 juin 2017.

## Biographie

### Débuts commerciaux: 1992 à 2000
Leur carrière professionnelle commence officiellement en 1992. Ils connaissent le succès en 1997 avec leur premier album produit par une major, Middle of Nowhere (album). Les singles qui en seront extraits, tels que MMMBop, Where's The Love, I Will Come To You et Weird, rencontrent un succès commercial auprès d'un public du même âge que les artistes (16, 14 et 11 ans à l'époque), jeunes mais déjà auteurs-compositeurs-interprètes. En 1998, ils entament une tournée mondiale au Zénith de Paris, le 9 juin 1998 : The Albertane Tour. Le groupe est nommé aux Grammy Awards dans 3 catégories.
Leur deuxième album studio This Time Around sort en 2000 et reçoit un accueil mitigé du public malgré les bonnes critiques. À la suite d'une restructuration de Mercury Records, leur maison de disques, ils entrent au catalogue du label Island Def Jam. Mécontente des ventes, la maison de disque du groupe refuse de financer la tournée de l'album. Ce faisant, les membres du groupe Hanson financeront sur leurs fonds propres leur tournée à partir de l'automne 2000.

### Création du label indépendant 3CG: 2001 à 2005
Entre 2001 et 2002, lors de la préparation de leur 3e album, leur maison de disques (Island Def Jam) refuse les maquettes qu'ils proposent, plus de 80 chansons, ce qui fait planer le doute  sur leus perspectives de commercialisation. Après plus de 2 ans de conflits avec son label, le groupe décide de rompre son contrat et de créer son propre label indépendant 3CG Records. Le groupe a produit une série-documentaire sur cette période difficile, intitulée Strong Enough to Break.
Hanson sort successivement deux versions de l'album Underneath : une version acoustique Underneath Acoustic en 2003 et une version électrique Underneath en 2004. Malgré les difficultés de promotion liées à l'indépendance, Underneath connait un succès important dans la catégorie des albums indépendants. Il est classé dès sa sortie en tête des ventes d'albums indépendants aux États-Unis. Un DVD de leur tournée mondiale de 2003, Underneath Acoustic Live est sorti le 8 février 2005 en France et leur The Best of Hanson: Live & Electric en octobre 2005.

### Pop indépendante: 2006 à 2013
En 2007, sort The Walk, au Japon le 22 février avec 2 chansons en bonus In A Way et I Am, aux États-Unis et en Angleterre, en avril/mai avec 3 chansons en bonus Got A Hold On Me, I've Been Down et Something Going Round. Go en est le premier single.
Great Divide n'est sorti que sur Itunes et toutes les recettes du single ont été reversées à une association de lutte contre le sida en Afrique. En marge de chaque concert, une marche (walk en anglais) est organisée pour récolter des fonds et sensibiliser le public à la lutte contre la pauvreté et le sida en Afrique.

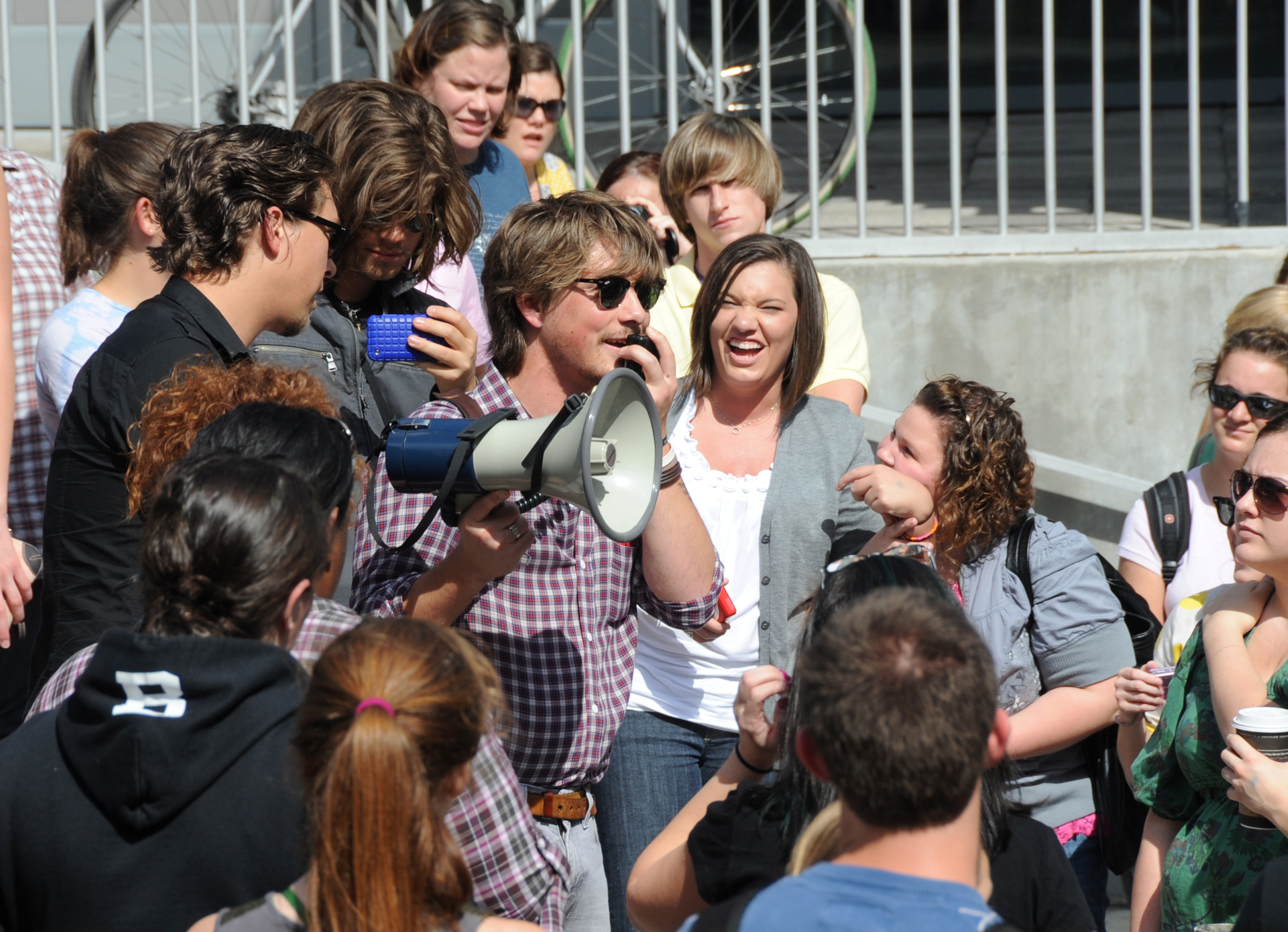
Marche contre la pauvreté et le sida

L'album Shout It Out sort le 8 juin 2010 aux États-Unis. Le premier single Thinkin’ ’Bout Somethin’ sort le 20 avril, avec une vidéo, dans laquelle apparaît Weird Al Yankovic, reprenant une scène mythique du film The Blues Brothers avec Ray Charles. Pour les frères Hanson, c'est un hommage à l'un des films qu'ils ont le plus regardé dans leur enfance.
En 2011 ils font une apparition dans le clip vidéo de Katy Perry, Last Friday Night (T.G.I.F.) et sont de passage à Paris, au Bataclan pour un concert unique le 22 novembre dans le cadre de leur tournée mondiale, The Shout It Out Tour.
2013 est l'année de Anthem, leur sixième album. Le premier single est intitulé Get the Girl Back, dans le clip duquel apparaissent Kat Dennings et Nikki Reed. Il sort le 18 juin aux États-Unis et le 1er juillet en Europe suivie par une tournée mondiale Anthem World Tour avec un passage à Paris le 13 décembre au Trabendo.
Bénéficiant de critiques favorables et fort d'un noyau actif et fidèle de fans, le groupe Hanson entretient un succès indéniable dans les pays anglophones, contrairement à la France du fait des limites de l'autopromotion.
Les frères Hanson ont lancé leur bière en 2013, nommée Mmmhops en référence à leur succès planétaire Mmmbop.

### Tournées et anniversaires: 2015 à 2018
En 2015, le groupe collabore sur le titre Unbelievable d'Owl City, qui se classe à la 2de meilleure vente de singles en digital sur itunes. Le vidéoclip d'animation qui illustre la chanson a créé l’événement.
Le groupe Hanson enregistre durant cette période plusieurs EP, certains réservés aux membres de leur fan-club et d'autres commercialisés, parmi lesquels Roots and Rock & Roll sorti en 2015, compilant des reprises de standards. A cette occasion le groupe s'est lancé sur les routes d'Amérique du Nord, proposant à chaque ville deux concerts : le premier consacré à des reprises de classiques pop-rock des années 1960 et 70 et le suivant, le lendemain, consacré à leurs propres chansons.
En 2017, le groupe sort le single I Was Born et entame une tournée mondiale à l'occasion de ses 25 ans de carrière, intitulée Middle of Everywhere tour en référence à l'album Middle of Nowhere qui fête ses 20 ans. Cette tournée mondiale passe par Paris, à la Cigale le 5 juin 2017.
Un album de chansons sur le thème de Noël est annoncé pour la fin de l'année 2017, sous le titre Finally it's Christmas, qui célébrera les 20 ans de l'album Snowed in. Un septième album studio est également annoncé dès la fin de la tournée mondiale.

## Vie privée
L'ainé, Isaac, a épousé Nicole Dufresne dite Nikki le 30 septembre 2006. Ils ont trois enfants, deux garçons (nés en 2007 et 2008) et une fille (née en 2014).
Taylor, le deuxième des trois frères, a épousé Natalie Bryant le 8 juin 2002 moins de deux ans après leur rencontre en 2000. Le couple a sept enfants : quatre garçons (nés en 2002, 2006, 2008, 2019), et trois filles (nées en 2005 2012et 2020).
Zac, le benjamin, a épousé le 3 juin 2006 à Atlanta sa compagne de longue date, Kate Tucker. Ils ont cinq enfants : trois garçons (nés en 2008, 2013 et 2021), et deux filles (nées en 2010 et 2016) ,.

## Discographie

### Albums Live
- Live From Albertane (1998)
- The Best Of Hanson : Live & Electric (2005)
- Middle Of Nowhere Acoustic (2007)
- Facing The Blank Page Live (2012)

### Album Demo
- Boomerang (1995)
- MMMbop (1996)

### Album Compilations
- 3 Car Garage (1998)
- MMMbop : The Collection (2005)
- 20th Century Masters - The Millenium Collection : The Best Of Hanson (2006)
- Loud / Play (2016)
- Middle Of Everywhere : The Greatest Hits (2017)
- Perennial : A Hanson Net Collection (2020)

### Autres
- Unbelievable (Owl City featuring Hanson) (2015)